# Ina Meling

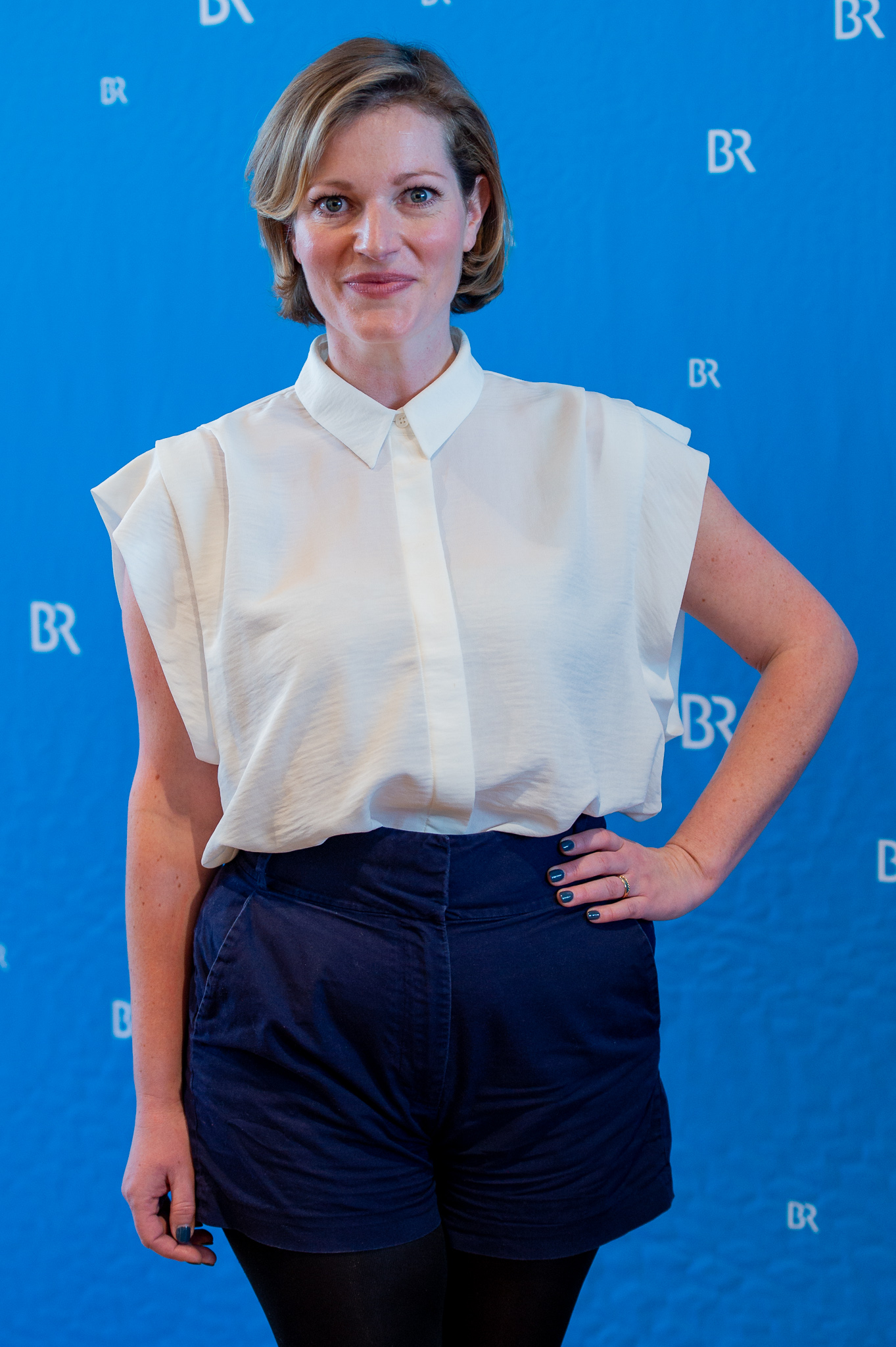
Ina Meling (2019)

Ina Meling, eigentlich Christina Meling (*  2. September 1981 in Kraiburg am Inn) ist eine deutsche Film- und Theaterschauspielerin.

## Leben und Werk
Erste Erfahrungen auf der Bühne sammelte die 1981 in Kraiburg am Inn geborene Ina Meling in der Theater AG des Gymnasiums Waldkraiburg. Nach dem Abitur entschied sie sich für eine Ausbildung an der Schauspielschule TheaterRaum in München. Im Jahre 2007 erhielt sie dort ihr Schauspiel-Diplom und wirkt seither als freischaffende Schauspielerin in verschiedenen Theateraufführungen und Filmproduktionen mit.
So war sie unter anderem bei den Luisenburg-Festspielen und dem Theater Regensburg auf der Bühne zu sehen. In München spielt Ina Meling regelmäßig am Metropoltheater, in der Reithalle und im Lustspielhaus. Für ihre schauspielerische Leistung erhielt sie mehrere Auszeichnungen.
Das Fernsehpublikum kennt Ina Meling unter anderem aus der ZDF-Serie Die Rosenheim-Cops. Zudem übernahm sie Filmrollen in den Weißblauen Geschichten und in der BR-Fernsehreihe Der Komödienstadel.

## Filmografie (Auswahl)
- 2004: Rundweltmädchen gesucht! (Kurzfilm)
- 2005: Das vierte Gebot (Kinofilm)
- 2006: Weißt was geil wär…?! (Kurzfilm)
- 2006: Tom und der Transvestit (Kurzfilm)
- 2007: Julie (Kurzfilm)
- 2008: Der Einsturz – Die Wahrheit ist tödlich (Fernsehfilm)
- 2009: Steiners Theaterstadl – Aufstand der Jungfrauen (Theater-Aufzeichnung)
- 2010: Komödienstadel – Das Kreuz mit den Schwestern (Theater-Aufzeichnung)
- 2010: Chiemgauer Volkstheater – Da Bauern Nero (Theater-Aufzeichnung)
- 2010: Franzi (Fernsehserie)
- 2010: Die Rosenheim-Cops (Fernsehserie)
- 2011: Weißblaue Geschichten (Fernsehserie)
- 2011: Die Rosenheim-Cops – Ex und Hopps (Fernsehserie)
- 2011: Komödienstadel – Lauter Hornochsen (Theater-Aufzeichnung)
- 2011: Die Nacht mit … Anna Bosch (Fernsehshow)
- 2011: Komödienstadel – Herz ist Gold (Theater-Aufzeichnung)
- 2012: Komödienstadel – Obandlt is! (Theater-Aufzeichnung)
- 2012: Super verbleit (Fernsehshow)
- 2012: Schafkopf – A bisserl was geht immer (Fernsehserie)
- 2013: Die Rosenheim-Cops (Fernsehserie, Folge Mord unter Freunden)
- 2013: Eine Rolle mit Stil (Kurzfilm)
- 2013: Joseph Ruderer – Die Fahnenweihe (Theater-Aufzeichnung)
- 2013: München 7 (Fernsehserie)
- 2013: Mara und der Feuerbringer (Kinofilm)
- 2013: Bully macht Buddy (Fernsehserie)
- 2014: Komödienstadel – 1001 Nacht in Tegernbrunn (Theater-Aufzeichnung)
- 2014: Die Rosenheim-Cops (Fernsehserie)
- 2014: Hubert und Staller (Fernsehserie)
- 2014: Brettl Spitzn III (Theater-Aufzeichnung)
- 2014: Weißblaue Geschichten (Fernsehserie)
- 2014: I feel like a Clown (Kurzspielfilm)
- 2014: Unter Verdacht – Ein Richter (Filmreihe)
- 2015: Brettlspitzn IV (Theater-Aufzeichnung)
- 2015: Komödienstadel – Der fast keusche Josef (Theater-Aufzeichnung)
- 2016: Sturm der Liebe (Fernsehserie)
- 2017: Die Rosenheim-Cops (Fernsehserie)
- 2017: Akte Lansing (Fernsehserie)
- 2018: Die Rosenheim-Cops – Ein Fehler mit fatalen Folgen (Fernsehserie)
- 2020: SOKO München – Im Angesicht des Todes (Fernsehserie)
- 2021: Kanzlei Berger (Fernsehserie, 5 Folgen)
- 2021: Die Chefin (Fernsehserie, 1 Folge)
- 2021: Die Rosenheim-Cops (Fernsehserie, Folge One Way in den Tod )
- 2021: Löwenzahn – Weihnachtsabenteuer
- 2023: Neue Geschichten vom Pumuckl (Fernsehserie)
- 2024: Marie fängt Feuer – Hitzewelle (Fernsehreihe)
- 2025: Lena Lorenz – Gefährliche Liebe (Fernsehreihe)
- 2025: XY gelöst (Fernsehserie)

## Theater (Auswahl)
- 2004: Theater Maestro Linz – Extremities
- 2005: S’ensemble Theater Augsburg – Creeps
- 2005: theater...und so fort München – Feuergesicht
- 2006: TamS Theater München – Preparadise Sorry Now
- 2006: theater...und so fort München – norway.today
- 2006: Tollwood München – Aloumar
- 2007: S’ensemble Theater Augsburg  – Die WG (Sit Com)
- 2007: Theater im Bahnhof Graz – Impro Cup 07
- 2007: Black Box München – Nicht in den Mund
- 2007: Opernfestspiele – Alice im Wunderland
- 2007: Festspiele Weilheim – Der Diener zweier Herren
- 2008: S’ensemble Theater Augsburg  – Pfaffenschnitzel
- 2008: Stadttheater Rothenburg – Toppler
- 2008: Metropoltheater München – Die Furien
- 2009: Thalia Theater Hamburg  – Das Opfer (Gastspiel)
- 2009: Luisenburg-Festspiele – Peer Gynt
- 2009: Luisenburg-Festspiele – Der Brandner Kaspar
- 2010: Stadttheater Oblomow – Anpfiff
- 2010: Luisenburg-Festspiele – Die kleine Hexe
- 2010: Luisenburg-Festspiele – Tannöd
- 2010: Luisenburg-Festspiele – Der Brandner Kaspar
- 2011: Stadttheater Oblomow – Emma in Love
- 2011: Luisenburg-Festspiele – Pumuckl
- 2011: Luisenburg-Festspiele – Holledauer Schimmel
- 2011: Luisenburg-Festspiele – Nathan der Weise
- 2012: Theater Regensburg – Der Brandner Kaspar
- 2012: Theater Regensburg – Eisenstein
- 2012: Reithalle München – Faust, die Frauen und das Wasser
- 2013: Metropoltheater München – Eisenstein
- 2013: Luisenburg-Festspiele –  Die Fahnenweihe

- 2014: Drehleier – Pension Schöller

- 2015: Lustspielhaus München – Der nackte Wahnsinn
- 2015: Luisenburg-Festspiele – Cabaret
- 2015: Luisenburg-Festspiele – Der Brandner Kaspar
- 2016: Metropoltheater München – Wie im Himmel
- 2018: Heppel & Ettlich – Der Gott des Gemetzels
- 2018: Metropoltheater München – Die Furien
- 2018: Metropoltheater München – Eisenstein
- 2019: Metropoltheater München – Emma in Love

## Auszeichnungen
- 2006: Lore-Bronner-Preis als beste Nachwuchsschauspielerin
- 2009: tz-Rose für Der Brandner Kaspar
- 2011: Nachwuchsförderpreis der Luisenburg-Festspiele
- 2011: AZ-Stern für Der Holledauer Schimmel
- 2011: AZ-Stern für  Emma in Love
- 2012: Ensemblepreis der 30. Bayerischen Theatertage Augsburg für Eisenstein
- 2012: AZ-Stern für Faust I und Faust II